# تانگرمونده
شهر تانگرمونده (به آلمانی: Tangermünde) در ایالت زاکسن-آنهالت در کشور آلمان واقع شده‌است.

## نگارخانه

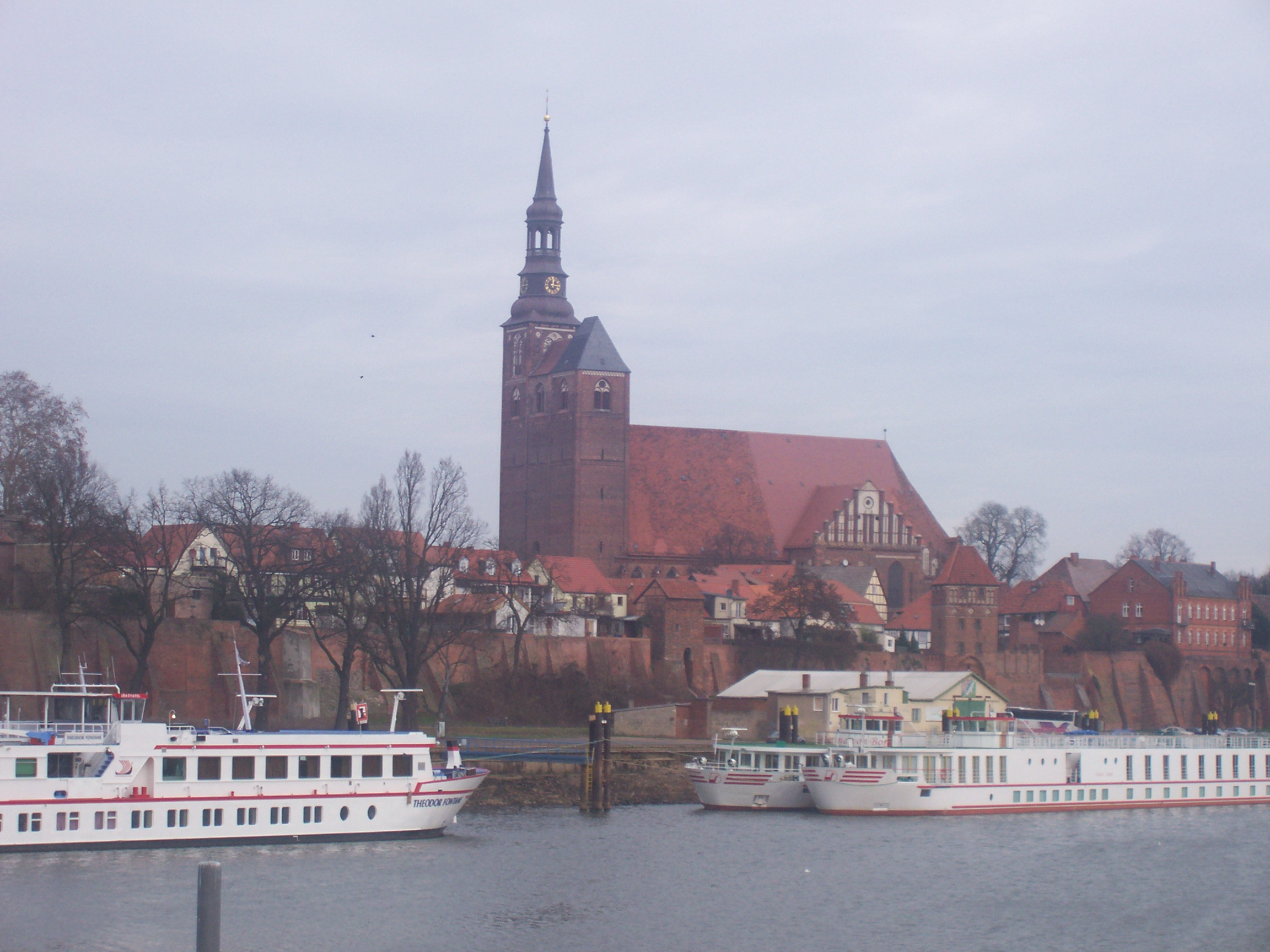
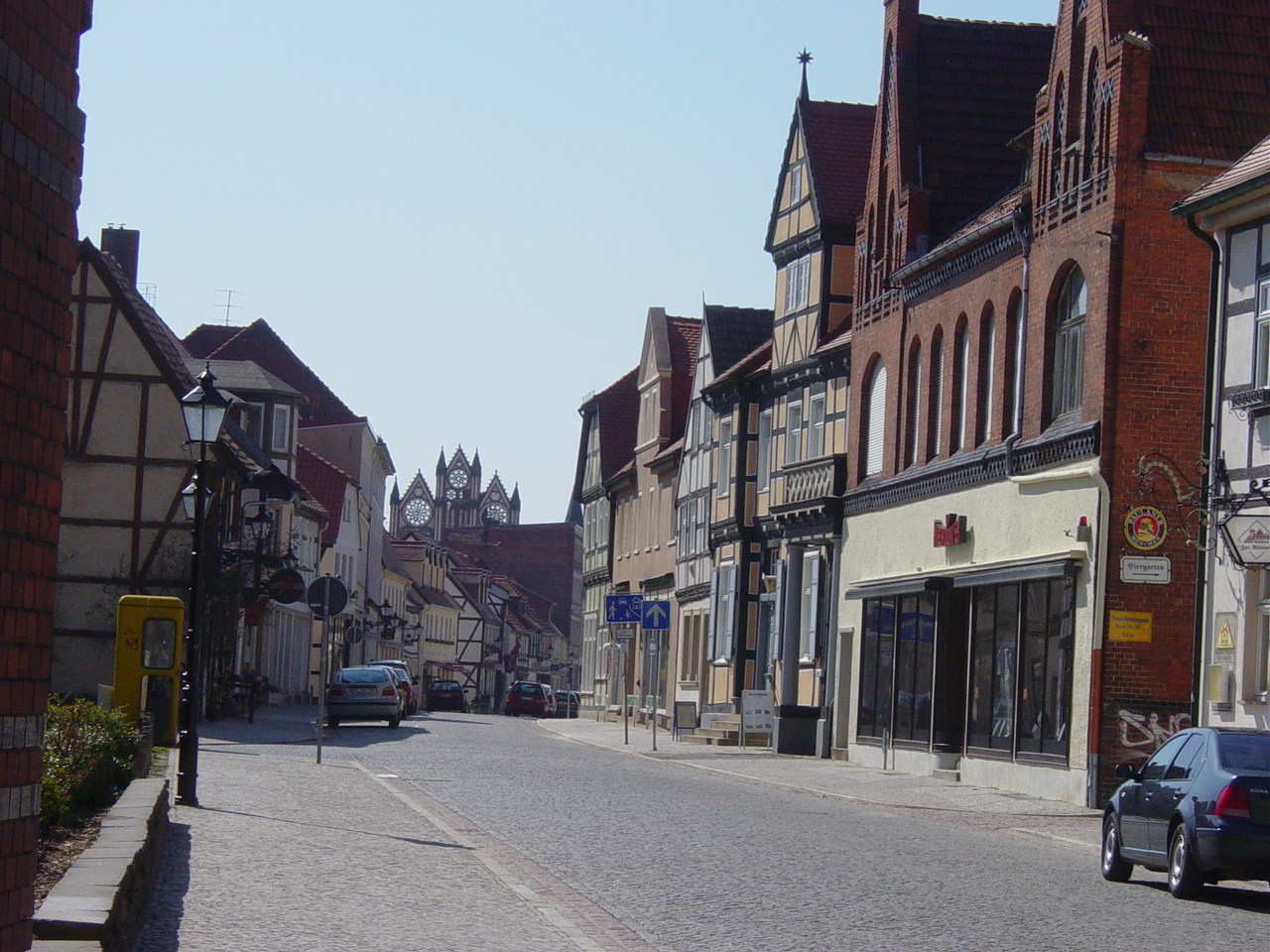
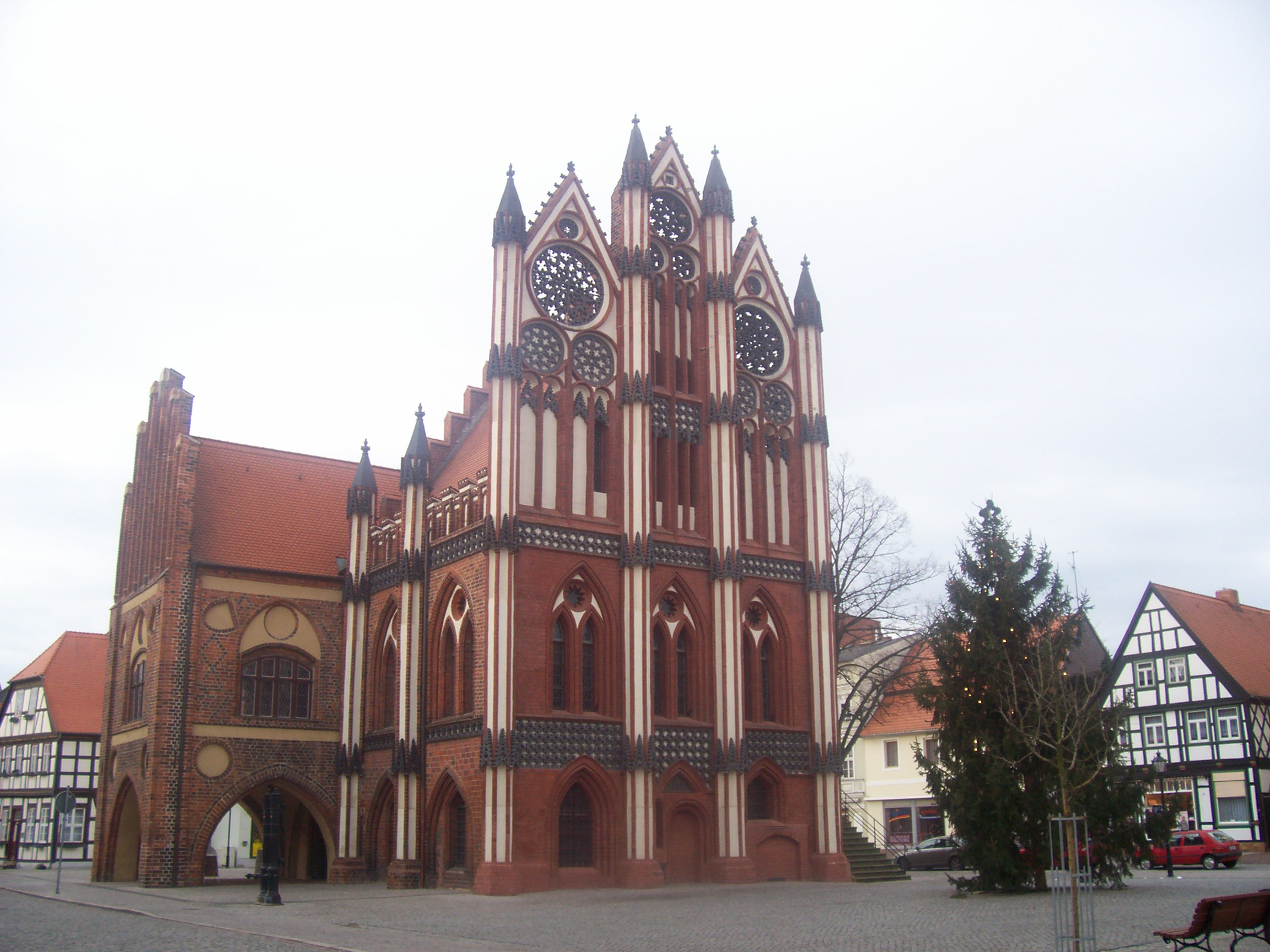
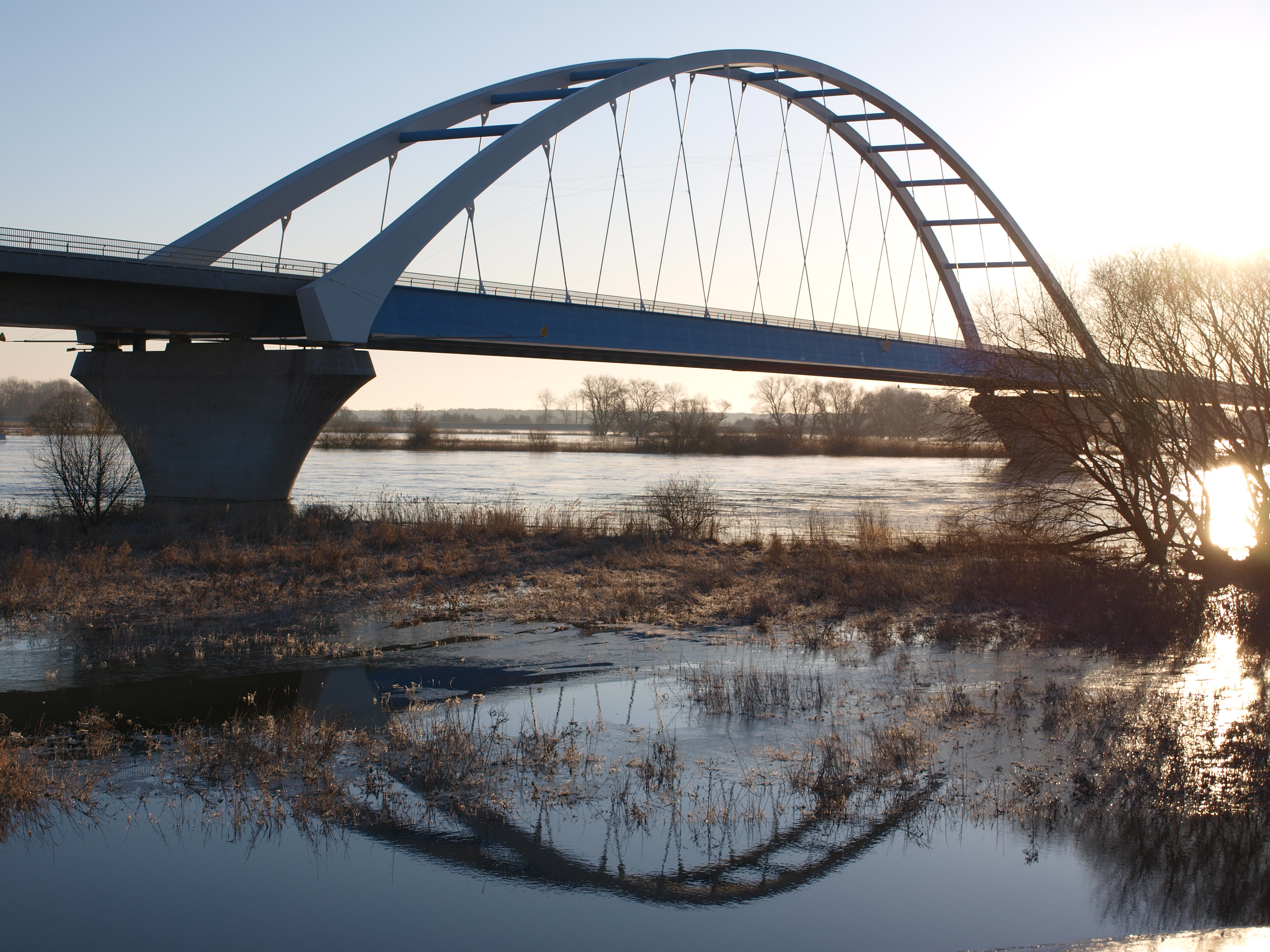